# 安房神社 (小山市)
安房神社（あわじんじゃ）は、栃木県小山市粟宮にある神社。旧社格は郷社、式内社（小社）。

## 祭神
- 天太玉命（あめのふとだまのみこと）
- 菟道稚郎子命（うじのわきいらつこのみこと）

## 歴史
社伝によれば崇神天皇代の創建であり、仁徳天皇代に再建されたと言われる。『延喜式』には「阿房神社」として記されている。
939年、藤原秀郷が平将門討伐に際して戦勝を祈願し、社領を寄進したとも伝えられる。中世には粟宮と呼ばれ、小山氏・佐野氏・結城氏・古河公方などの崇敬を受けた。

## 神事
毎年11月21日に行われる粟の穂や「粟結び」と呼ばれる紅白の水引で独特の飾付けをした神輿が渡御する行事は「アワガラ神輿の習俗」として知られる。

## 文化財

### 指定有形文化財（市指定）
- 安房神社文書（10通）俵藤太祈願文他[2]
- 祭礼図絵馬
- 鉄道絵馬　（小山市立博物館において展示）

### 無形民俗文化財（市指定）
- 太々神楽[3]
- アワガラ神輿習俗[3]

### 天然記念物（市指定）
- モミ群落[4]

## 現地情報
所在地
- 栃木県小山市粟宮1615

交通アクセス
- 最寄駅：JR東北本線・水戸線・両毛線小山駅下車後、車で約20分